# 楽園 (Do As Infinityの曲)
「楽園」（らくえん）は、日本のロックバンド・Do As Infinityの18作目のシングル。

## 概要
- 前作「柊」から約1年1ヶ月ぶりのシングル。
- 今作からCCCDではなく通常のCD-DA規格での発売に戻った。
- 「under the sun/under the moon」以来5作ぶりにカップリング曲が未収録となった[1]。また、今作より収録曲のクレジット表記がバンド名の略称で総括したD・A・I名義でなく、個人名義に変更された。理由として気分転換及び全てバンド名義だと後々説明がしづらいことを挙げている[注 1]。
- 表題曲はアニメ映画『犬夜叉 紅蓮の蓬莱島』の主題歌に使用された。また、同タイアップには伴都美子が声優としてゲスト出演した[2][3]。『犬夜叉』のタイアップは「真実の詩」以来4作ぶり、アニメ映画のタイアップは「遠くまで」以来10作ぶりとなった。
- ジャケットが異なるCD+DVD盤とCD盤の2形態で発売され、CD+DVD盤には特典として表題曲のミュージック・ビデオとメイキング映像を収録したDVDが同梱された。
- 表題曲は後に22ndシングル「君がいない未来」にもカップリング曲として収録されている。
- オリコンチャート初登場2位を獲得。初のトップ3入り、10作連続でトップ10入りを果たし、4作連続で日本レコード協会からゴールドディスク認定を受けている。

## 収録曲
1. 楽園 [4:58]
作詞：Ryo Owatari
作曲：D・A・I
編曲：Do As Infinity、Seiji Kameda
同年春に歌詞のないインストゥルメンタルでレコーディングされ、タイアップ先であるアニメ映画『犬夜叉 紅蓮の蓬莱島』側から依頼を受けて歌詞が書き下ろされた楽曲。大渡は歌詞について「曲だけ聴いた際に皆が思うような普遍的なテーマが合う」と感じ、大渡自身が当時思ってた戦争に対する嫌悪感情、現代社会の想いを投影させたと語っている[4]。
2. 楽園 (Instrumental) [4:55]
作曲：D・A・I
編曲：Do As Infinity、Seiji Kameda
表題曲のインストゥルメンタルバージョン。

## 参加ミュージシャン
Do As Infinity
- 伴都美子：Vox & Chorus (#1)
- 大渡亮：Guitar (#1,2)、Chorus (#1)
- 長尾大

Support Musician
- 飯田高広：Programming (#1,2)
- 亀田誠治：Bass (#1,2)
- 河村"カースケ"智康：Drums (#1,2)
- 笠原あやの：Cello (#1,2)
- 堀沢真己：Cello (#1,2)

## タイアップ
- 東宝配給アニメ映画『犬夜叉 紅蓮の蓬莱島』主題歌 (#1)

## 収録アルバム
- NEED YOUR LOVE (#1)
- Do The A-side (#1)
- Do The Complete (#1)

## 2 of Us
「楽園 [2 of Us]」（らくえん・トゥー・オブ・アス）は、日本のロックバンド・Do As Infinityの13作目の配信限定シングル。

### 概要
- 前作「For the future [2 of Us]」から続く16週連続配信企画『2 of Us』の第13弾シングル。

### 収録曲
1. 楽園 [2 of Us] [4:03]
作詞・編曲：Ryo Owatari
作曲：D・A・I
原曲とは違うキーにして、原曲で用いられていた開放弦を使うリフを止めて新たに録り直している。開放弦を使うリフに関しては大渡自身「発売当時は感じなかったが、ライブで披露する度に違和感を感じこの企画に乗じて変更した。結果としてリズムが強調された。」と語っている。また、間奏のギターは大渡曰くジョージ・ベンソン風になったとしている[3]。

### 収録アルバム
- 2 of Us [RED] -14 Re:SINGLES-